# Leichtathletik-Weltmeisterschaften 2001/400 m Hürden der Männer

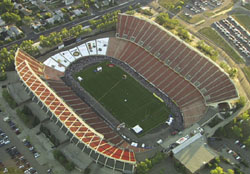
Das Commonwealth Stadium von Edmonton im Jahr 2005

Der 400-Meter-Hürdenlauf der Männer bei den Leichtathletik-Weltmeisterschaften 2001 wurde vom 7. bis 10. August 2001 im Commonwealth Stadium der kanadischen Stadt Edmonton ausgetragen.
Als Weltmeister verbuchte Félix Sánchez aus der Dominikanischen Republik seinen ersten großen Erfolg bei einer Veranstaltung auf Weltniveau. Er gewann vor dem italienischen Titelverteidiger und EM-Dritten von 1998 Fabrizio Mori. Bronze ging an den Japaner Dai Tamesue.

## Bestehende Rekorde
| Weltrekord | 46,78 s | Kevin Young | OS in Barcelona, Spanien          | 6. August 1992  |
| WM-Rekord  | 47,18 s | Kevin Young | WM 1993 in Stuttgart, Deutschland | 19. August 1993 |

Der bestehende WM-Rekord wurde bei diesen Weltmeisterschaften nicht eingestellt und nicht verbessert.
Hier waren eine Weltjahresbestleistung und vier Landesrekorde zu verzeichnen.
- Weltjahresbestleistung:
  - 47,49 s – Félix Sánchez (Dominikanische Republik), Finale am 10. August

- Landesrekorde:
  - 48,96 s – Mustapha Sdad (Marokko), 2. Vorlauf am 7. August
  - 48,10 s – Dai Tamesue (Japan), 3. Halbfinale am 8. August
  - 47,89 s – Dai Tamesue (Japan), Finale am 10. August
  - 47,54 s – Fabrizio Mori (Italien), Finale am 10. August

## Vorrunde
Die Vorrunde wurde in sechs Läufen durchgeführt. Die ersten drei Athleten pro Lauf – hellblau unterlegt – sowie die darüber hinaus sechs zeitschnellsten Läufer – hellgrün unterlegt – qualifizierten sich für das Halbfinale.

### Vorlauf 1
7. August 2001, 10:45 Uhr
| Platz | Name              | Nation         | Zeit (s) |
| ----- | ----------------- | -------------- | -------- |
| 1     | Fabrizio Mori     | Italien        | 49,29    |
| 2     | Ian Weakley       | Jamaika        | 49,40    |
| 3     | Boris Gorban      | Russland       | 49,60    |
| 4     | Edivaldo Monteiro | Portugal       | 50,42    |
| 5     | Hideaki Kawamura  | Japan          | 50,61    |
| 6     | Harijan Ratnayake | Sri Lanka      | 51,28    |
| DNS   | Du’aine Ladejo    | Großbritannien |          |

### Vorlauf 2
7. August 2001, 10:53 Uhr
| Platz | Name                   | Nation                  | Zeit (s) |
| ----- | ---------------------- | ----------------------- | -------- |
| 1     | Félix Sánchez          | Dominikanische Republik | 48,64    |
| 2     | Mustapha Sdad          | Marokko                 | 48,96 NR |
| 3     | Paweł Januszewski      | Polen                   | 49,33    |
| 4     | Eduardo Iván Rodríguez | Spanien                 | 49,51    |
| 5     | Calvin Davis           | USA                     | 49,93    |
| 6     | Blair Young            | Australien              | 50,17    |
| 7     | Hani Mourhej           | Syrien                  | 50,69    |

### Vorlauf 3
7. August 2001, 11:01 Uhr
| Platz | Name               | Nation            | Zeit (s)                                     |
| ----- | ------------------ | ----------------- | -------------------------------------------- |
| 1     | Dai Tamesue        | Japan             | 49,45                                        |
| 2     | Eronilde de Araújo | Brasilien         | 50,16                                        |
| 3     | James Carter       | USA               | 50,41                                        |
| 4     | Alain Rohr         | Schweiz           | 50,50                                        |
| 5     | Marnus Kritzinger  | Südafrika         | 51,20                                        |
| 6     | Mowen Boino        | Papua-Neuguinea   | 51,82                                        |
| DSQ   | Chen Tien-wen      | Chinesisch Taipeh | IAAF Rule 168.7 – Nichtüberquerung der Hürde |

### Vorlauf 4
7. August 2001, 11:09 Uhr
| Platz | Name                 | Nation         | Zeit (s) |
| ----- | -------------------- | -------------- | -------- |
| 1     | Neil Gardner         | Jamaika        | 49,29    |
| 2     | Angelo Taylor        | USA            | 49,39    |
| 3     | Ruslan Maschtschenko | Russland       | 49,50    |
| 4     | Anthony Borsumato    | Großbritannien | 49,65    |
| 5     | Ibou Faye            | Senegal        | 50,26    |
| 6     | Monte Raymond        | Kanada         | 50,71    |
| DNF   | Hennadij Horbenko    | Ukraine        |          |

### Vorlauf 5
7. August 2001, 11:17 Uhr
| Platz | Name                  | Nation         | Zeit (s) |
| ----- | --------------------- | -------------- | -------- |
| 1     | Christopher Rawlinson | Großbritannien | 49,38    |
| 2     | Marek Plawgo          | Polen          | 49,75    |
| 3     | Mario Watts           | Jamaika        | 49,86    |
| 4     | Alwyn Myburgh         | Südafrika      | 49,96    |
| 5     | Štěpán Tesařík        | Tschechien     | 50,30    |
| 6     | Ken Yoshizawa         | Japan          | 50,32    |
| 7     | Ian Harnden           | Simbabwe       | 51,67    |

### Vorlauf 6
7. August 2001, 11:25 Uhr
| Platz | Name                    | Nation        | Zeit (s) |
| ----- | ----------------------- | ------------- | -------- |
| 1     | Hadi Soua’an al-Somaily | Saudi-Arabien | 49,42    |
| 2     | Jiří Mužík              | Tschechien    | 49,65    |
| 3     | Periklis Iakovakis      | Griechenland  | 49,86    |
| 4     | Yvon Rakotoarimiandry   | Madagaskar    | 50,08    |
| 5     | Llewellyn Herbert       | Südafrika     | 50,28    |
| 6     | Roberto Cortés          | El Salvador   | 53,61    |
| DNF   | Viktors Lacis           | Lettland      |          |

## Halbfinale
Aus den drei Halbfinalläufen qualifizierten sich die jeweils ersten beiden Athleten – hellblau unterlegt – sowie die darüber hinaus zwei zeitschnellsten Läufer – hellgrün unterlegt – für das Finale.

### Halbfinallauf 1

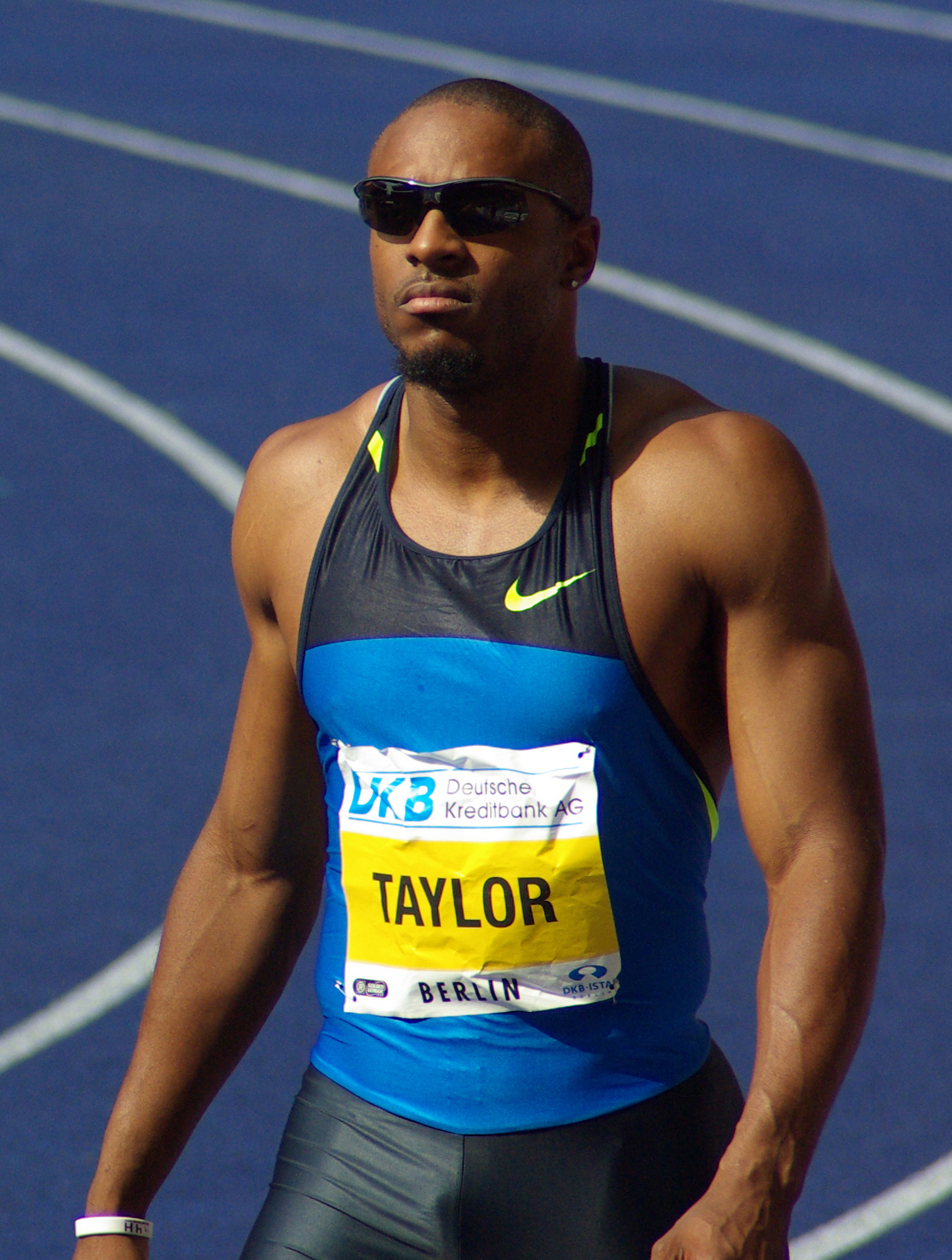
Überraschend schied mit Angelo Taylor der aktuelle Olympiasieger im Halbfinale aus

8. August 2001, 19:15 Uhr
| Platz | Name                    | Nation         | Zeit (s) |
| ----- | ----------------------- | -------------- | -------- |
| 1     | Fabrizio Mori           | Italien        | 48.49    |
| 2     | Hadi Soua’an al-Somaily | Saudi-Arabien  | 48.64    |
| 3     | Ian Weakley             | Jamaika        | 49,04    |
| 4     | Angelo Taylor           | USA            | 49,23    |
| 5     | Ruslan Maschtschenko    | Russland       | 49,32    |
| 6     | Anthony Borsumato       | Großbritannien | 49,48    |
| 7     | Yvon Rakotoarimiandry   | Madagaskar     | 49,81    |
| 8     | Eduardo Iván Rodríguez  | Spanien        | 49,92    |

### Halbfinallauf 2

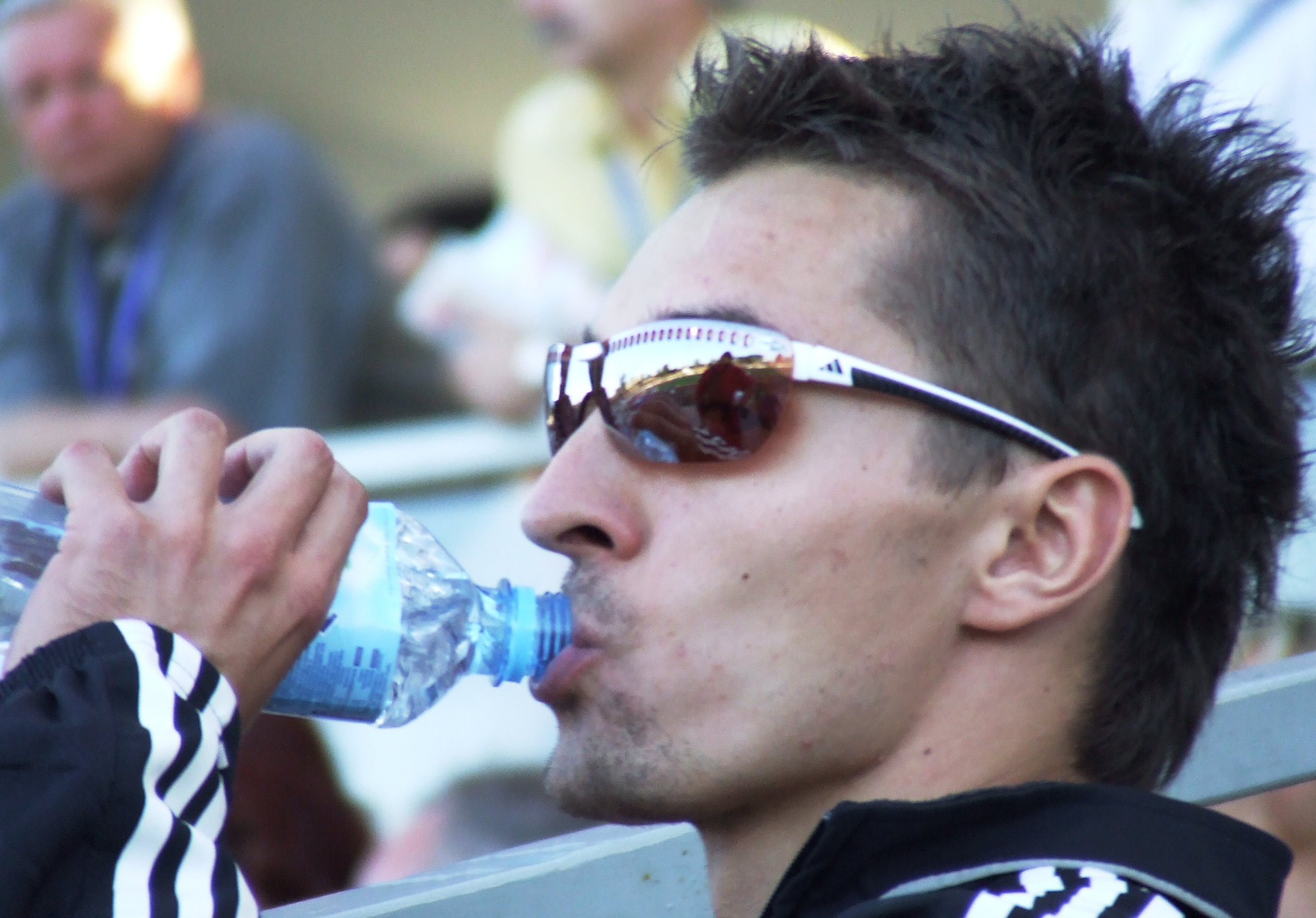
Marek Plawgo erreichte mit seinen 49,80 s nicht das Finale

8. August 2001, 19:23 Uhr
| Platz | Name                  | Nation         | Zeit (s) |
| ----- | --------------------- | -------------- | -------- |
| 1     | Christopher Rawlinson | Großbritannien | 48.27    |
| 2     | Boris Gorban          | Russland       | 48.50    |
| 3     | Jiří Mužík            | Tschechien     | 48.53    |
| 4     | Calvin Davis          | USA            | 48.99    |
| 5     | James Carter          | USA            | 49,38    |
| 6     | Neil Gardner          | Jamaika        | 49,57    |
| 7     | Marek Plawgo          | Polen          | 49,80    |
| 8     | Alwyn Myburgh         | Südafrika      | 50,34    |

### Halbfinallauf 3

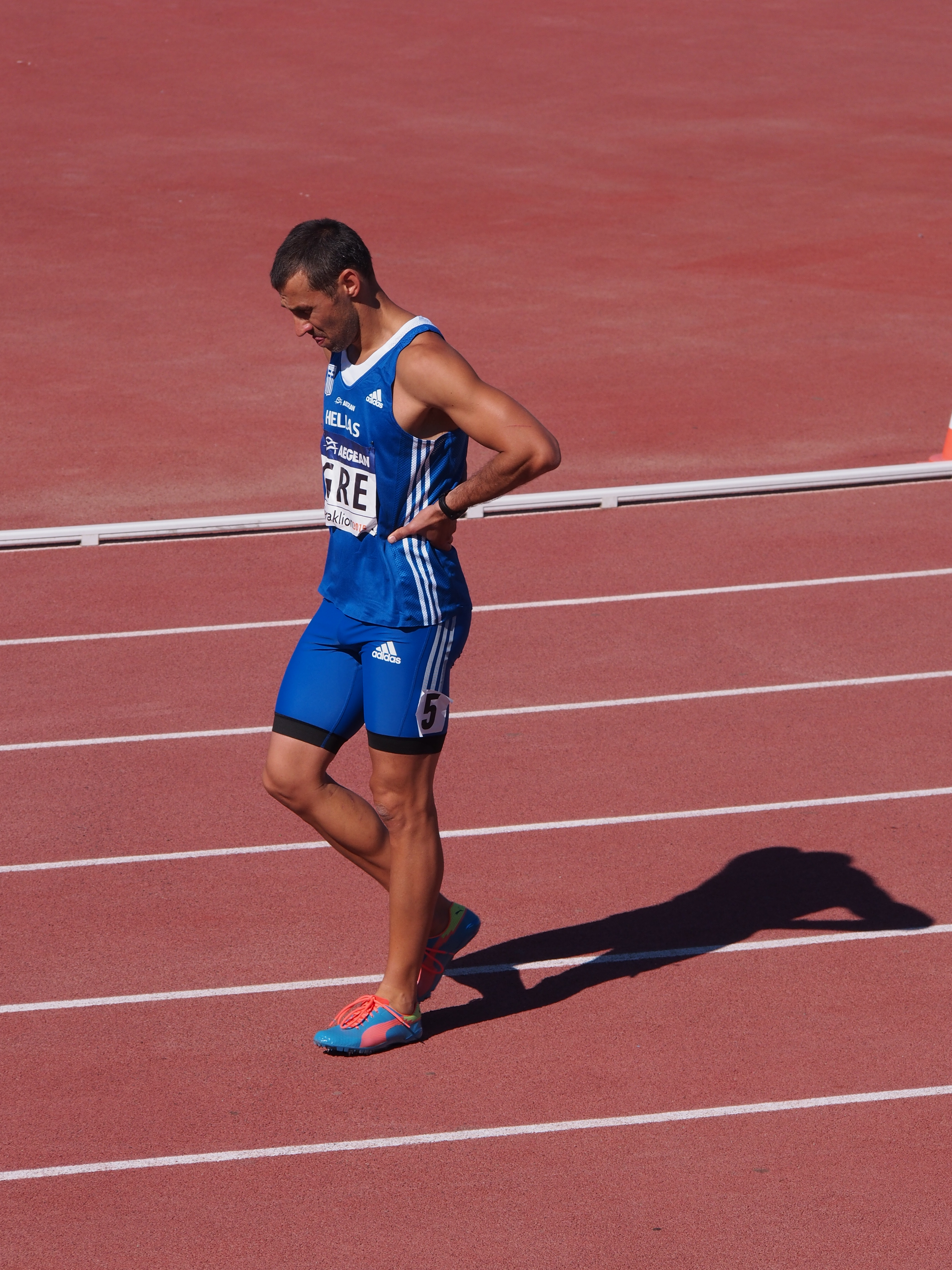
Periklis Iakovakis kam bis ins Halbfinale und scheiterte dort in 49,38 s

8. August 2001, 19:31 Uhr
| Platz | Name               | Nation                  | Zeit (s) |
| ----- | ------------------ | ----------------------- | -------- |
| 1     | Félix Sánchez      | Dominikanische Republik | 48.07    |
| 2     | Dai Tamesue        | Japan                   | 48,10 NR |
| 3     | Paweł Januszewski  | Polen                   | 48.40    |
| 4     | Mustapha Sdad      | Marokko                 | 49,14    |
| 5     | Periklis Iakovakis | Griechenland            | 49,38    |
| 6     | Mario Watts        | Jamaika                 | 49,96    |
| 7     | Blair Young        | Australien              | 50,21    |
| 8     | Eronilde de Araújo | Brasilien               | 51,23    |

## Finale

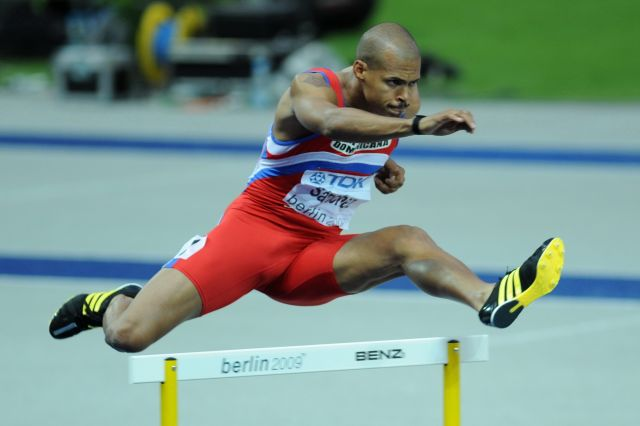
Weltmeister Félix Sánchez errang seinen ersten großen internationalen Titel

10. August 2001, 21:05 Uhr
| Platz | Name                    | Nation                  | Zeit (s)                                     |
| ----- | ----------------------- | ----------------------- | -------------------------------------------- |
| 1     | Félix Sánchez           | Dominikanische Republik | 47,49 WL                                     |
| 2     | Fabrizio Mori           | Italien                 | 47,54 NR                                     |
| 3     | Dai Tamesue             | Japan                   | 47,89 NR                                     |
| 4     | Hadi Soua’an al-Somaily | Saudi-Arabien           | 47,99                                        |
| 5     | Christopher Rawlinson   | Großbritannien          | 48,54                                        |
| 6     | Paweł Januszewski       | Polen                   | 48,57                                        |
| 7     | Jiří Mužík              | Tschechien              | 49,07                                        |
| DSQ   | Boris Gorban            | Russland                | IAAF Rule 168.7 – Nichtüberquerung der Hürde |

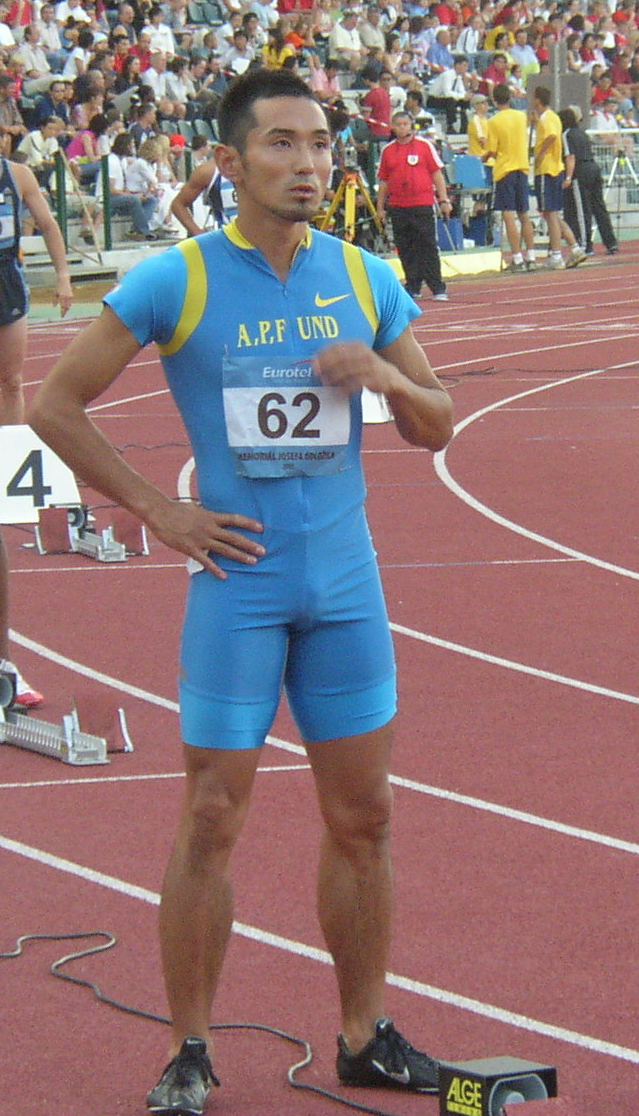
Mit Landesrekorden im Halbfinale und Finale erlief sich Dai Tamesue die Bronzemedaille
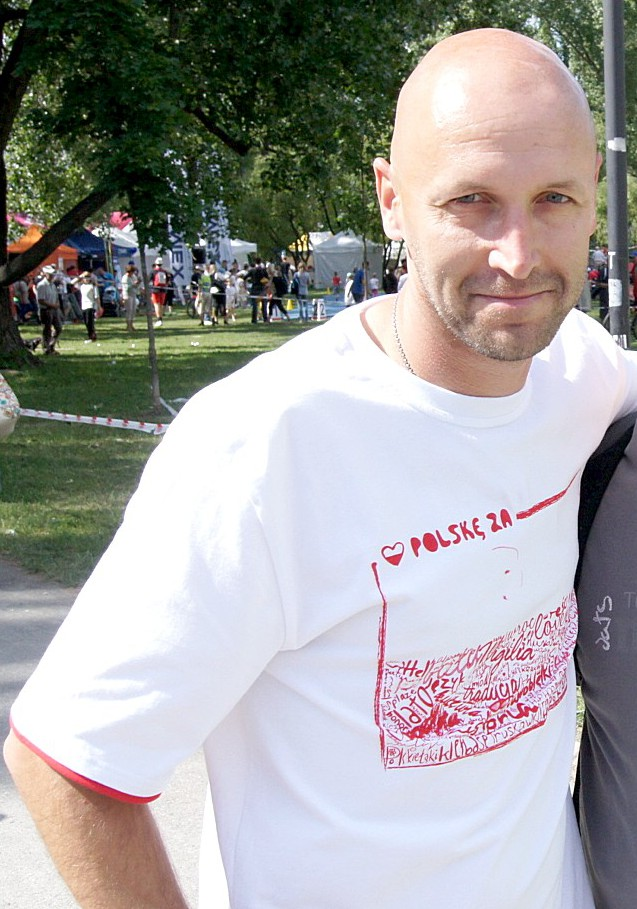
Der sechstplatzierte Paweł Januszewski
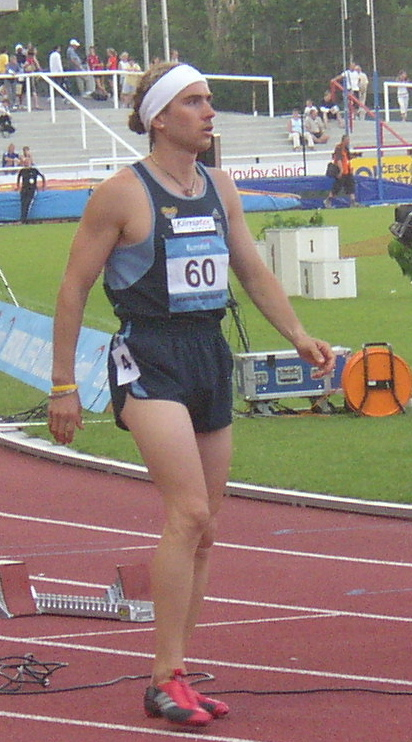
Jiří Mužík belegte Rang sieben

## Video
- Uncut - 400m Hurdles Men Final Edmonton 2001 auf youtube.com, abgerufen am 11. August 2020